# Municipis de Sinaloa

Mapa dels municipis de Sinaloa

L'estat mexicà de Sinaloa s'organitza administrativament en divuit municipis:
| Codi | Municipi          | Superfície (km²) | Seu Municipal        |
| ---- | ----------------- | ---------------- | -------------------- |
| 001  | Ahome             | 4.343            | Los Mochis           |
| 002  | Angostura         | 1.447            | Angostura            |
| 003  | Badiraguato       | 5.865            | Badiraguato          |
| 004  | Concordia         | 1.524            | Concordia            |
| 005  | Cosalá            | 2.665            | Cosalá               |
| 006  | Culiacán          | 4.758            | Culiacán             |
| 007  | Choix             | 4.512            | Choix                |
| 008  | Elota             | 1.518            | La Cruz de Elota     |
| 009  | Escuinapa         | 1.633            | Escuinapa de Hidalgo |
| 010  | El Fuerte         | 3.843            | El Fuerte            |
| 011  | Guasave           | 3.464            | Guasave              |
| 012  | Mazatlán          | 3.068            | Mazatlán             |
| 013  | Mocorito          | 2.566            | Mocorito             |
| 014  | Rosario           | 2.723            | Rosario              |
| 015  | Salvador Alvarado | 1.198            | Guamúchil            |
| 016  | San Ignacio       | 4.651            | San Ignacio          |
| 017  | Sinaloa           | 6.187            | Sinaloa de Leyva     |
| 018  | Navolato          | 2.285            | Navolato             |